# Atletismo nos Jogos Pan-Americanos de 2023 - 100 m masculino
A competição de 100 metros masculino do atletismo nos Jogos Pan-Americanos de 2023 foi disputada em 30 e 31 de outubro no Parque Deportivo Estadio Nacional, em Santiago, no Chile. No total, competiram 22 atletas de 16 Comitês Olímpicos Nacionais (CON).

## Calendário
Horário local (UTC-4).
| Data          | Horário | Fase      |
| ------------- | ------- | --------- |
| 30 de outubro | 18:35   | Semifinal |
| 31 de outubro | 21:03   | Final     |

## Medalhistas
| Ouro   | DOM José Alnardo Gonzalez |
| Prata  | BRA Felipe Bardi          |
| Bronze | GUY Emanuel Archibald     |

## Recordes
Antes desta competição, os recordes mundiais e dos Jogos Pan-Americanos da prova eram os seguintes:
| Tipo                             | Atleta      | Tempo | Local       | Data                  |
| -------------------------------- | ----------- | ----- | ----------- | --------------------- |
|                                  | Usain Bolt  | 9.58  | Berlim      | 16 de agosto de 2009  |
| Recorde dos Jogos Pan-Americanos | Kim Collins | 10.00 | Guadalajara | 24 de outubro de 2011 |

## Resultados

### Semifinal
Qualificação: Os dois primeiros em cada bateria (Q) e os próximos dois mais rápidos (q) se classificaram para a final.
Estes foram os resultados:
| Pos. | Bateria | Atleta                | Nacionalidade                | Tempo | Notas     |
| ---- | ------- | --------------------- | ---------------------------- | ----- | --------- |
| 1    | 1       | Jose Alnardo Gonzalez | DOM República Dominicana     | 10.30 | Q         |
| 2    | 1       | Felipe Bardi          | BRA Brasil                   | 10.33 | Q         |
| 3    | 1       | Emanuel Archibald     | GUY Guiana                   | 10.35 | q         |
| 4    | 3       | Shainer Rengifo       | CUB Cuba                     | 10.36 | Q         |
| 5    | 1       | Odaine McPherson      | JAM Jamaica                  | 10.37 | q         |
| 6    | 3       | Alonso Edward         | PAN Panamá                   | 10.37 | Q         |
| 7    | 3       | Christopher Royster   | USA Estados Unidos           | 10.38 |           |
| 8    | 2       | Erik Barbosa          | BRA Brasil                   | 10.43 | Q         |
| 9    | 2       | Diego Gonzalez        | PUR Porto Rico               | 10.50 | Q         |
| 10   | 1       | Brandon Letts         | CAN Canadá                   | 10.51 |           |
| 11   | 2       | Norris Spike          | CAN Canadá                   | 10.51 |           |
| 12   | 1       | Franco Florio         | ARG Argentina                | 10.52 |           |
| 13   | 2       | Jevaughn Whyte        | JAM Jamaica                  | 10.52 |           |
| 14   | 1       | Hakeem Huggins        | SKN São Cristóvão e Neves    | 10.54 |           |
| 15   | 2       | Enrique Polanco       | CHI Chile                    | 10.57 |           |
| 16   | 2       | Arturo Deliser        | PAN Panamá                   | 10.57 |           |
| 17   | 3       | Jerod Elcock          | TTO Trinidad e Tobago        | 10.58 |           |
| 18   | 3       | Melbin Marcelino      | DOM República Dominicana     | 10.59 |           |
| 19   | 2       | Samson Colebrooke     | BAH Bahamas                  | 10.62 |           |
| 20   | 3       | Darren Morgan-Jeffers | VIN São Vicente e Granadinas | 11.06 |           |
| 21   | 3       | Paulo André Camilo    | BRA Brasil                   | 49.83 |           |
| —    | 3       | Ronal Longa           | COL Colômbia                 | DQ    | TR16.8[A] |

A Desqualificação – largada falsa.

### Final
Estes foram os resultados:
| Pos. | Raia | Atleta                | Nacionalidade            | Tempo | Notas |
| ---- | ---- | --------------------- | ------------------------ | ----- | ----- |
| 01 ! | 6    | Jose Alnardo Gonzalez | DOM República Dominicana | 10.30 |       |
| 02 ! | 5    | Felipe Bardi          | BRA Brasil               | 10.31 |       |
| 03 ! | 1    | Emanuel Archibald     | GUY Guiana               | 10.31 |       |
| 4    | 3    | Erik Barbosa          | BRA Brasil               | 10.36 |       |
| 5    | 2    | Alonso Edward         | PAN Panamá               | 10.41 |       |
| 6    | 7    | Diego Gonzalez        | PUR Porto Rico           | 10.43 |       |
| 7    | 8    | Odaine McPherson      | JAM Jamaica              | 10.44 |       |
| 8    | 4    | Shainer Rengifo       | CUB Cuba                 | 10.44 |       |

Legenda
| Recorde mundial                  | Recorde mundial (World record)               |                       | Recorde africano                      | Recorde africano (African) |                                           | Q | Classificado por posição (Qualified) |
| Recorde dos Jogos Pan-Americanos | Recorde pan-americano (Pan-American record)  | Recorde da América    | Recorde da América (Americas)         | q                          | Classificado por melhor tempo (Qualified) |   |                                      |
| Melhor marca do ano              | Melhor marca do ano (World leading)          | Recorde asiático      | Recorde asiático (Asian)              | DNS                        | Não largou (Did not start)                |   |                                      |
| Recorde nacional                 | Recorde nacional (National record)           | Recorde europeu       | Recorde europeu (European)            | DNF                        | Não terminou (Did not finish)             |   |                                      |
| Recorde pessoal                  | Recorde pessoal do atleta (Personal best)    | Recorde da Oceania    | Recorde da Oceania (Oceania)          | DSQ / DQ                   | Desclassificado (Disqualified)            |   |                                      |
| Recorde da temporada             | Recorde da temporada do atleta (Season best) | Recorde sul-americano | Recorde sul-americano (South America) | NM                         | Sem marca (No mark)                       |   |                                      |